# 多哈
杜哈（羅馬化：ad-Dawḥah [ædˈdæwħæ,-ˈdoː-]；或譯多哈）是卡塔尔的首都、第一大城市以及全国政治、經濟、交通和文化中心，根據2018年的統計資料，該城市人口約为2,382,000人。這座城市位於該國東部的波斯湾沿岸，沃克拉以北和豪爾以南的區域。在當代，它是卡塔尔發展最快的城市，全國80%以上的人口居住在多哈或其周邊郊區。
多哈於1820年代創立，最初僅是19世紀卡塔尔最大的城鎮比達的一個分支村落。在1971年卡塔尔獨立後，多哈被正式宣佈為該國的首都。並作為卡塔尔的商業首都和中東新興金融中心之一進行發展，依照全球化及世界城市研究网络（GaWC）所公布之《世界级城市》名单中，多哈被列为与属于Beta+级别的国际都市，目前多哈擁有專門用於教育研究的教育城、和作為醫療行政區的哈馬德醫療城、綜合體育園區體育城等設施。
目前多哈也作為國際性的會議城市，包括曾作為世界貿易組織杜哈回合貿易談判的舉辦地點。它還被選為多項體育賽事的主辦城市，包括第十五届亚洲运动会、2011年泛阿拉伯运动会、2019年世界沙灘運動會、國際泳聯世界游泳錦標賽、國際排聯世界排球錦標賽、WTA總決賽等2011年亞足聯亞洲杯比賽。2011年12月，世界石油理事會在多哈召開世界石油理事会。此外，該市舉辦了2012年第十八次联合国气候变化大会、國際國中科學奧林匹亞（IJSO），並在2022年作為國際足協世界盃的主要舉辦地點。

## 名称
1825年，該地區名為「Al-Bidda 」，这个名称是在1765年的德国探险家卡斯滕·尼布尔一张不准确地图上首次以英语拼法出现。现在通称的「Doha」一名来自於阿拉伯语的Ad-Dawḥa（意为「大树」），这棵树可能是在卡達半島东部海岸的一个原始的渔村；但也有來源指稱「多哈」是来自阿拉伯語“dohat”（「海湾」之意），指多哈湾周围的海滨大道（Doha Corniche）。

## 历史

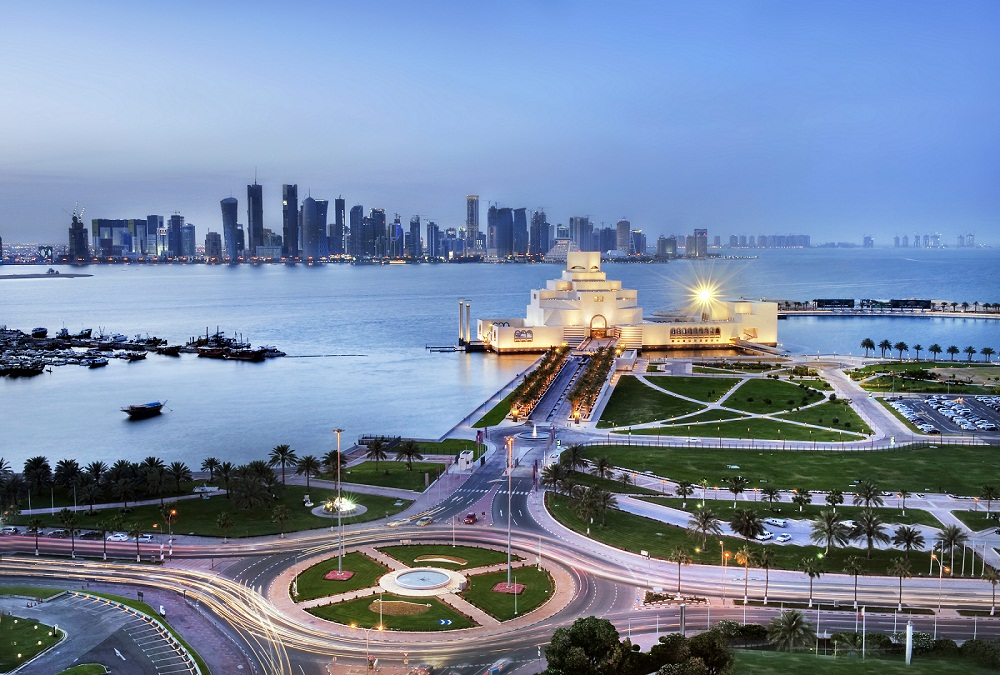
伊斯蘭藝術博物館與多哈天际线

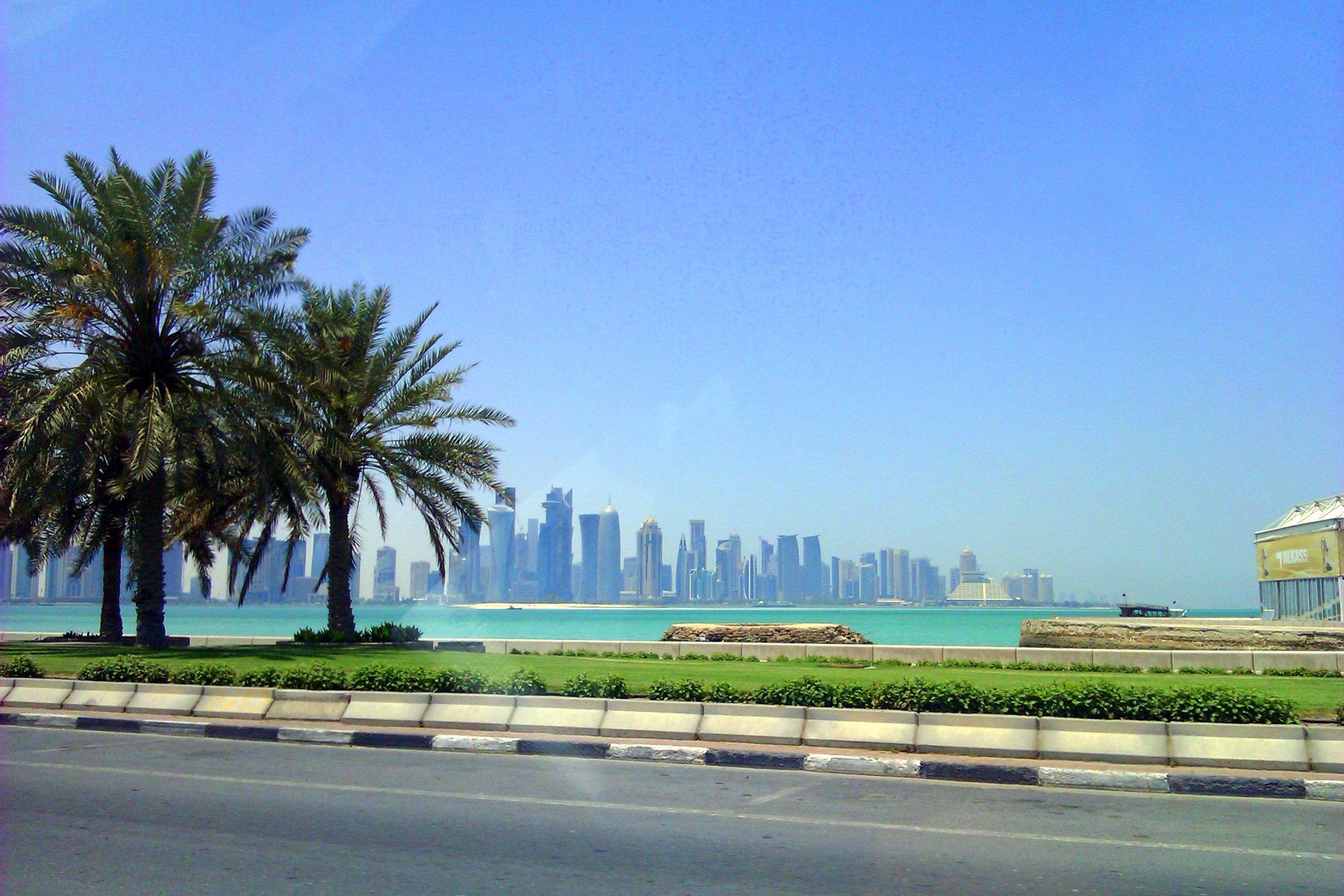
海滨大道

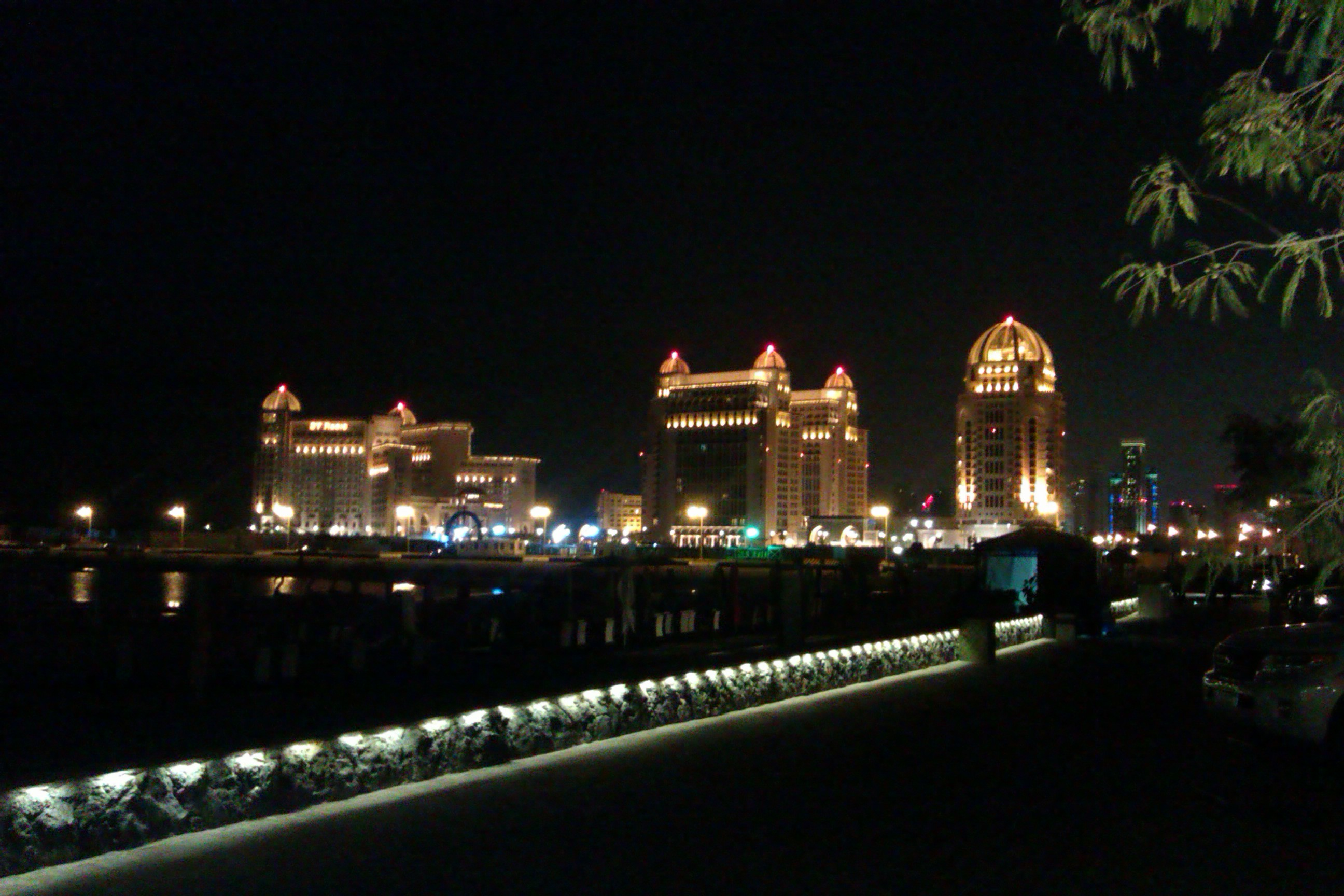
多哈西湾

多哈这个城市成立于1825年。同年，卡塔尔与巴林爆发了战争。战争中，卡塔尔首都多哈已遭到严重破坏，并且邻国沙烏地阿拉伯援助巴林。在1882年，政府在赖扬（卡塔尔的自治市之一）西南部修建了一个堡垒。（距离多哈16公里）1883年，谢赫卡塞姆・本・穆罕默德・阿勒萨尼。率领卡塔尔军队反抗奥斯曼帝国。在1893年，卡塔尔军队在赖扬修建的堡垒附近发生的战斗中取得了胜利。而且这次独立战争迫使了奥斯曼帝国签订了条约，在卡塔尔原有的基础上，以一个独立自治的国家保留在帝国内。在这时，多哈被确立为卡塔尔的首都。
在1917年，谢赫阿卜杜拉·本·卡塞姆·阿勒萨尼在靠近大海的沙漠中建立了Al Koot Fort城堡。在20世纪初期，多哈有12,000人口。这时卡塔尔的经济依靠捕鱼和采珠业，多哈就有大概350多辆采珠船。然而在1930年，引进日本的养殖珍珠之后，整个国家多哈都遭陷入严重的经济危机之间。这种贫困的状况一直持续到石油的发现。而这时却又爆发了第二次世界大战，因此卡塔尔的石油勘探和出口被迫的暂停。在二战后卡塔尔对石油储量的开发拯救了多哈这个城市，至今整个国家每天都还能生产出800,000桶石油。（除了丰富的石油之外，还储存了大量的天然气燃料可使用)在1969年，卡塔尔的政府机关成立。现在它被认为是卡塔尔最著名的地标。在1973年，卡塔尔大學建立。1975年，在上一任埃米尔的宫殿建成了卡塔尔國家博物館。在1996年，阿拉伯语半岛电视台卫星电视新闻频道开始播放。
1990年代後期，卡塔尔政府計劃建設教育城，該設施是佔地2,500 公頃的綜合區域，主要使用於教育機構。自21世紀初以來，多哈因舉辦了幾項全球性活動和大型建築項目的落成而受到國際的廣泛關注。包括政府發起的最大項目：西灣海岸外的人工島卡達之珠
2006年，多哈被選為舉辦亞洲運動會的舉辦地點，促成佔地250公頃的體育場館杜哈體育城的開發。在此期間，同年，政府啟動了一項修復計劃，以保護瓦其夫傳統市場的建築和歷史特徵。對於舊結構則進行了翻新。修復工作於2008年完成。卡塔拉文化村於2010年在該市開放，此後一直作為舉辦多哈翠貝卡電影節的地點。

## 地理

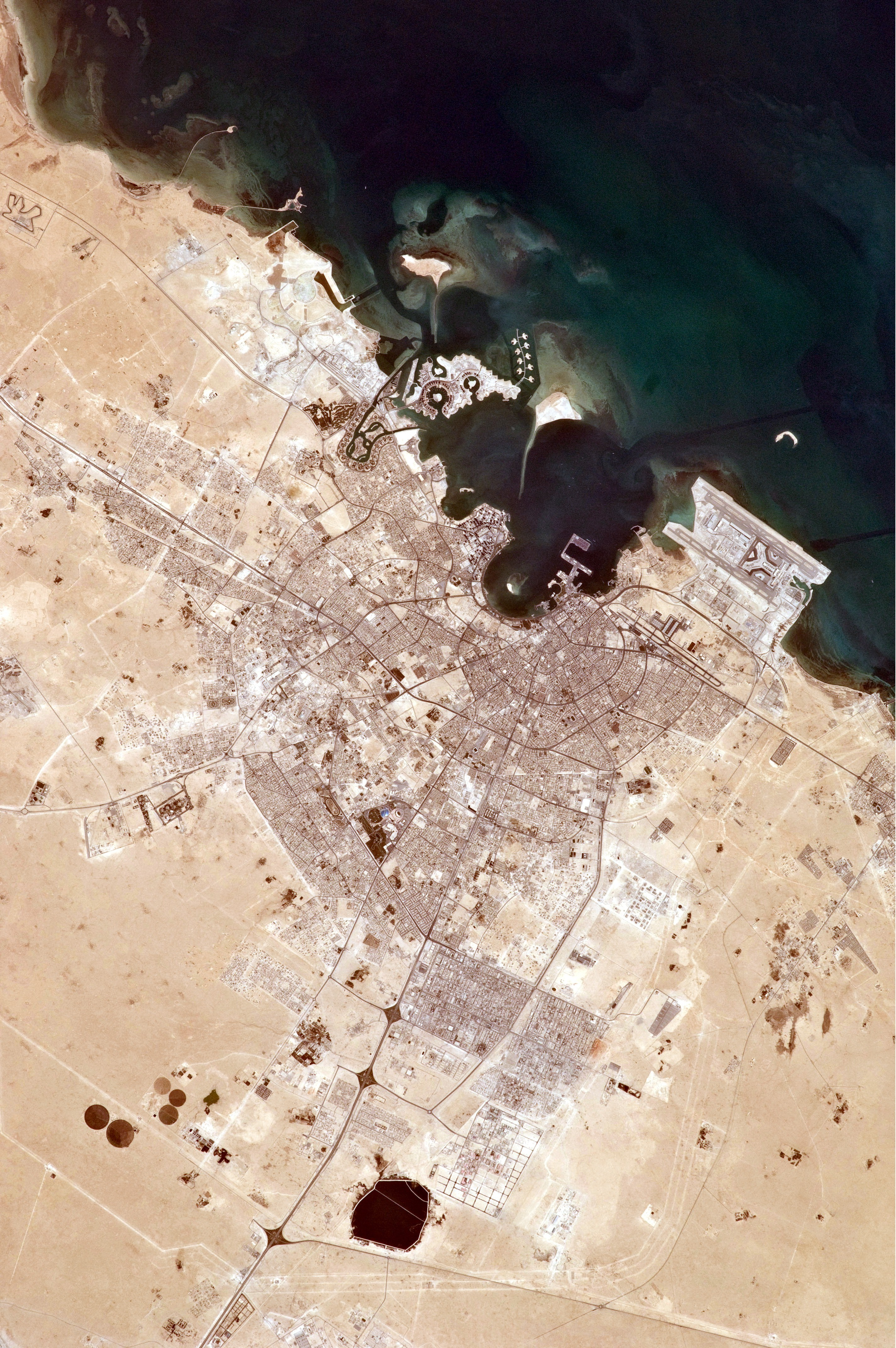
2010年從国际空间站拍攝的多哈，突顯了這座城市自1960年代發現石油以來的快速發展。

多哈位於卡達中東部，沿岸瀕臨波斯灣。它的海拔高度為10公尺。目前的多哈高度城市化。共進行多次沿海填海造地的工程，使得城市面積增加約400公頃，海岸線延長30公里。在哈馬德國際機場所在的22平方公里表面積中，有一半是開墾土地。多哈的地質主要由始新世時期達曼地層頂部的風化不整合面組成，並形成白雲石灰岩。

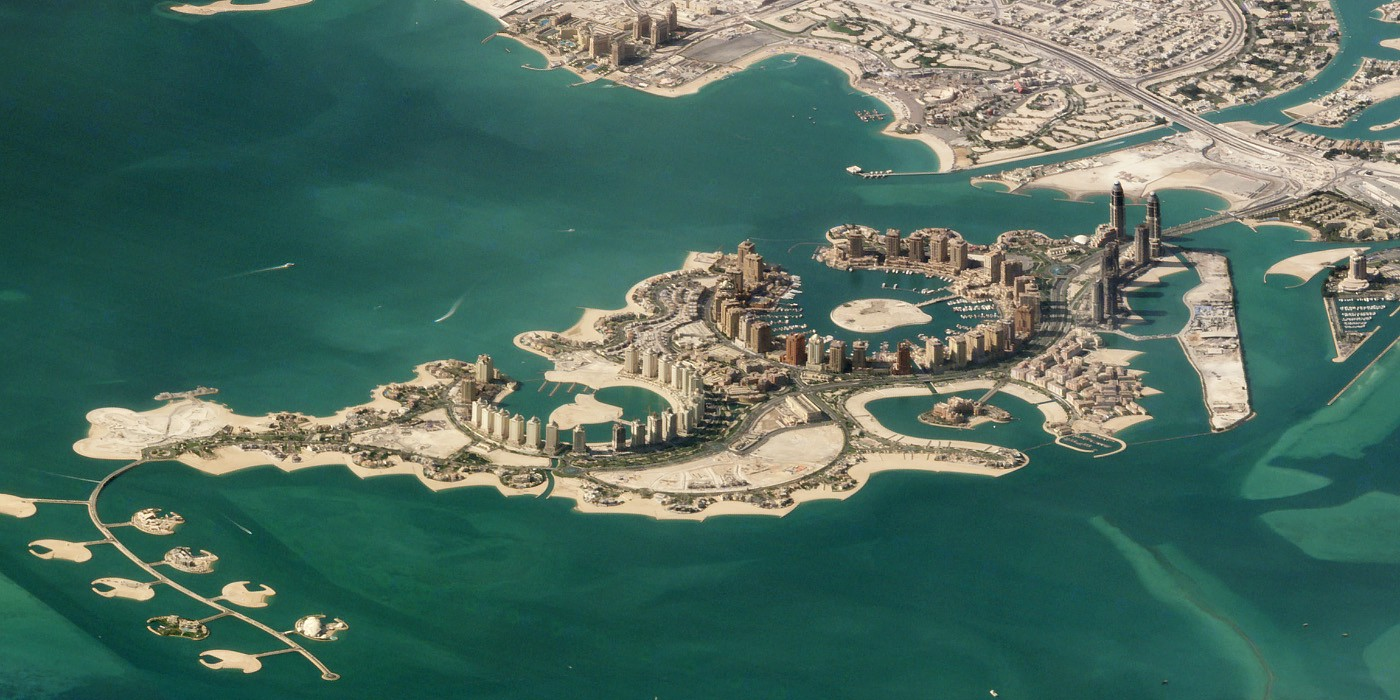
卡達之珠是多哈海岸附近專門建造的人工島，通過一座橋與大陸相連。

卡達之珠是多哈的一個人工島，面積近4平方公里（1,000英畝），該島完成後該項目總耗資150億美元。多哈海岸外的其他島嶼包括棕櫚樹島、鋒利島、薩夫利亞島和艾莉亞島。
在卡塔尔統計局2010年對多哈沿海水域進行的調查中，多哈沿海深度為7.5公尺（25英尺），最小深度為2公尺（6英尺7英寸）。此外，水域的平均pH值為7.83，鹽度為49.0 psu，平均溫度為22.7 °C，溶解氧為5.5mg/L。

### 氣候
多哈处于热带沙漠气候（按照柯本气候分类法属于BWh）。夏季漫長而炎熱，冬季短暫而溫暖，夏季从5月开始一直到9月份结束，这段时间其平均高温超过38 °C（100 °F），经常会接近47 °C（117 °F）。在5月和6月，湿度通常会降的很低。在夏天，露点温度会超过25 °C（77 °F）。多哈每年的平均降雨量为75毫米，在整个夏天，整个城市的降雨量几乎为0，即使是在其他月份，降水量也小于20毫米。
2010年7月14日，多哈記錄的最高溫度為50.4 °C（122.7 °F），這是卡塔尔有記錄以來的最高溫度。
| 多哈 (1962–2013, 極端數據：1962–2013)                              | 多哈 (1962–2013, 極端數據：1962–2013) | 多哈 (1962–2013, 極端數據：1962–2013) | 多哈 (1962–2013, 極端數據：1962–2013) | 多哈 (1962–2013, 極端數據：1962–2013) | 多哈 (1962–2013, 極端數據：1962–2013) | 多哈 (1962–2013, 極端數據：1962–2013) | 多哈 (1962–2013, 極端數據：1962–2013) | 多哈 (1962–2013, 極端數據：1962–2013) | 多哈 (1962–2013, 極端數據：1962–2013) | 多哈 (1962–2013, 極端數據：1962–2013) | 多哈 (1962–2013, 極端數據：1962–2013) | 多哈 (1962–2013, 極端數據：1962–2013) | 多哈 (1962–2013, 極端數據：1962–2013) |
| 月份                                                               | 1月                                   | 2月                                   | 3月                                   | 4月                                   | 5月                                   | 6月                                   | 7月                                   | 8月                                   | 9月                                   | 10月                                  | 11月                                  | 12月                                  | 全年                                  |
| ------------------------------------------------------------------ | ------------------------------------- | ------------------------------------- | ------------------------------------- | ------------------------------------- | ------------------------------------- | ------------------------------------- | ------------------------------------- | ------------------------------------- | ------------------------------------- | ------------------------------------- | ------------------------------------- | ------------------------------------- | ------------------------------------- |
| 历史最高温 °C（°F）                                                | 32.4 (90.3)                           | 36.5 (97.7)                           | 41.5 (106.7)                          | 46.0 (114.8)                          | 47.7 (117.9)                          | 49.1 (120.4)                          | 50.4 (122.7)                          | 48.6 (119.5)                          | 46.2 (115.2)                          | 43.4 (110.1)                          | 38.0 (100.4)                          | 32.7 (90.9)                           | 50.4 (122.7)                          |
| 平均高温 °C（°F）                                                  | 22.0 (71.6)                           | 23.4 (74.1)                           | 27.3 (81.1)                           | 32.5 (90.5)                           | 38.8 (101.8)                          | 41.6 (106.9)                          | 41.9 (107.4)                          | 40.9 (105.6)                          | 38.9 (102.0)                          | 35.4 (95.7)                           | 29.6 (85.3)                           | 24.4 (75.9)                           | 33.1 (91.5)                           |
| 日均气温 °C（°F）                                                  | 17.8 (64.0)                           | 18.9 (66.0)                           | 22.3 (72.1)                           | 27.1 (80.8)                           | 32.5 (90.5)                           | 35.1 (95.2)                           | 36.1 (97.0)                           | 35.5 (95.9)                           | 33.3 (91.9)                           | 30.0 (86.0)                           | 25.0 (77.0)                           | 20.0 (68.0)                           | 27.8 (82.0)                           |
| 平均低温 °C（°F）                                                  | 13.5 (56.3)                           | 14.4 (57.9)                           | 17.3 (63.1)                           | 21.4 (70.5)                           | 26.1 (79.0)                           | 28.5 (83.3)                           | 30.2 (86.4)                           | 30.0 (86.0)                           | 27.7 (81.9)                           | 24.6 (76.3)                           | 20.4 (68.7)                           | 15.6 (60.1)                           | 22.5 (72.5)                           |
| 历史最低温 °C（°F）                                                | 3.8 (38.8)                            | 5.0 (41.0)                            | 8.2 (46.8)                            | 10.5 (50.9)                           | 15.2 (59.4)                           | 21.0 (69.8)                           | 23.5 (74.3)                           | 22.4 (72.3)                           | 20.3 (68.5)                           | 16.6 (61.9)                           | 11.8 (53.2)                           | 6.4 (43.5)                            | 3.8 (38.8)                            |
| 平均降水量 mm（）                                                  | 13.2 (0.52)                           | 17.1 (0.67)                           | 16.1 (0.63)                           | 8.7 (0.34)                            | 3.6 (0.14)                            | 0.0 (0.0)                             | 0.0 (0.0)                             | 0.0 (0.0)                             | 0.0 (0.0)                             | 1.1 (0.04)                            | 3.3 (0.13)                            | 12.1 (0.48)                           | 75.2 (2.95)                           |
| 平均降水天数（≥ 1.0 mm）                                           | 1.7                                   | 2.1                                   | 1.8                                   | 1.4                                   | 0.2                                   | 0.0                                   | 0.0                                   | 0.0                                   | 0.0                                   | 0.1                                   | 0.2                                   | 1.3                                   | 8.8                                   |
| 平均相對濕度（％）                                                 | 74                                    | 70                                    | 63                                    | 53                                    | 44                                    | 41                                    | 50                                    | 58                                    | 62                                    | 63                                    | 66                                    | 74                                    | 60                                    |
| 月均日照時數                                                       | 244.9                                 | 224.0                                 | 241.8                                 | 273.0                                 | 325.5                                 | 342.0                                 | 325.5                                 | 328.6                                 | 306.0                                 | 303.8                                 | 276.0                                 | 241.8                                 | 3,432.9                               |
| 日均日照時數                                                       | 7.9                                   | 8.0                                   | 7.8                                   | 9.1                                   | 10.5                                  | 11.4                                  | 10.5                                  | 10.6                                  | 10.2                                  | 9.8                                   | 9.2                                   | 7.8                                   | 9.4                                   |
| 来源1：NOAA                                                        |                                       |                                       |                                       |                                       |                                       |                                       |                                       |                                       |                                       |                                       |                                       |                                       |                                       |
| 来源2：Qatar Meteorological Department (Climate Normals 1962–2013) |                                       |                                       |                                       |                                       |                                       |                                       |                                       |                                       |                                       |                                       |                                       |                                       |                                       |

## 經濟

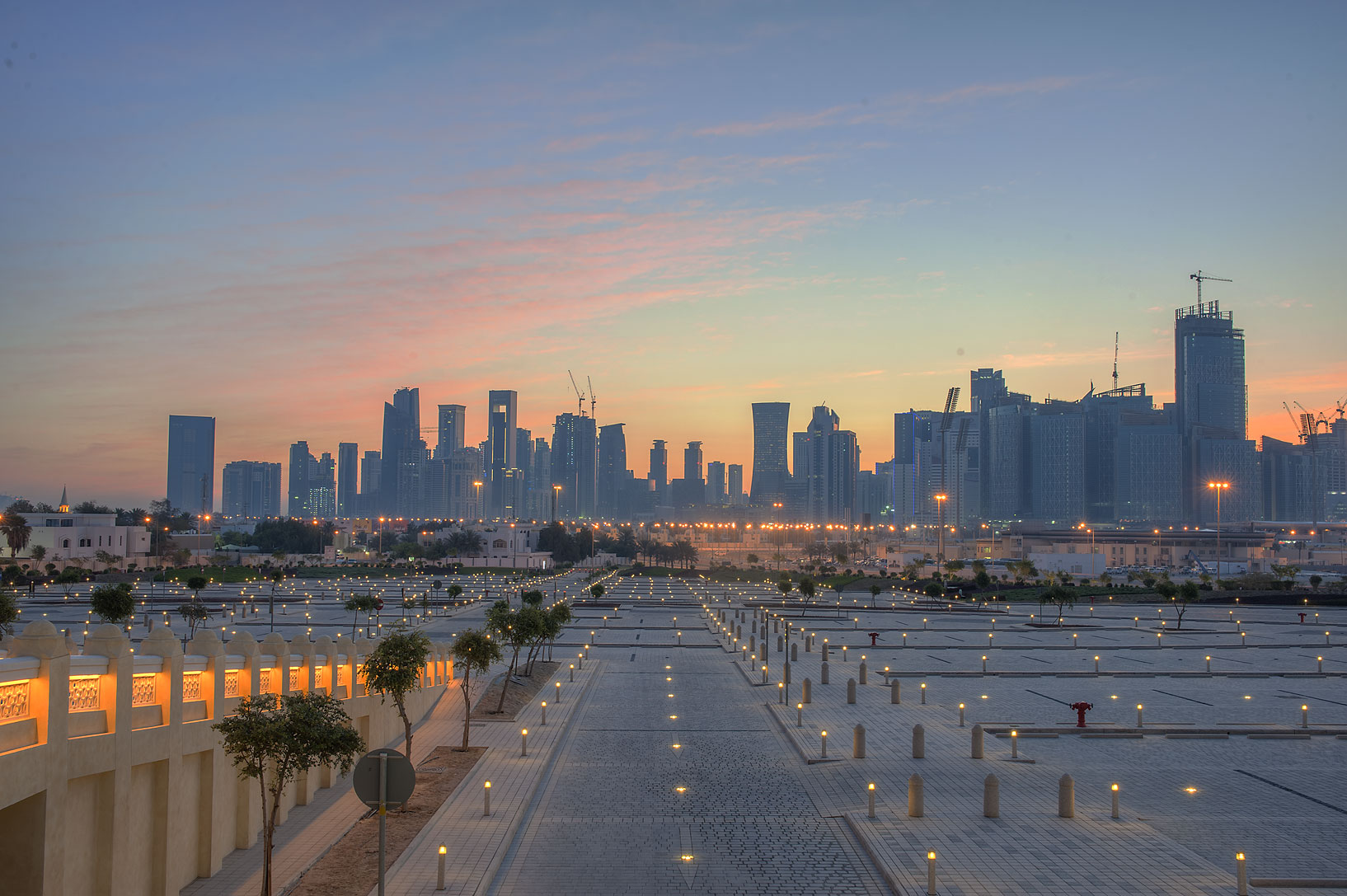
杜哈石油區

多哈是卡塔尔的經濟中心。該市是眾多國內和國際組織的總部，該城市以盛產石油和天然氣聞名，成為卡達的經濟命脈。許多相關產業的總部也設立在多哈，包括包括該國最大的石油和天然氣公司卡塔尔石油公司、卡塔尔加斯（Qatargas）等。曾被《財富》雜誌列入2011年15個最佳商業新城市。
從20世紀末開始，政府推出了多項旨在實現國家經濟多元化的政策，以減少多哈對石油和天然氣資源的依賴。其中多哈國際機場的建設旨在鞏固該市向旅遊業的多元化發展。直到2014年才被新建立的哈馬德國際機場取代地位，後者擁有世界上最長的兩條跑道。2011年，多哈共有39家新酒店在建。

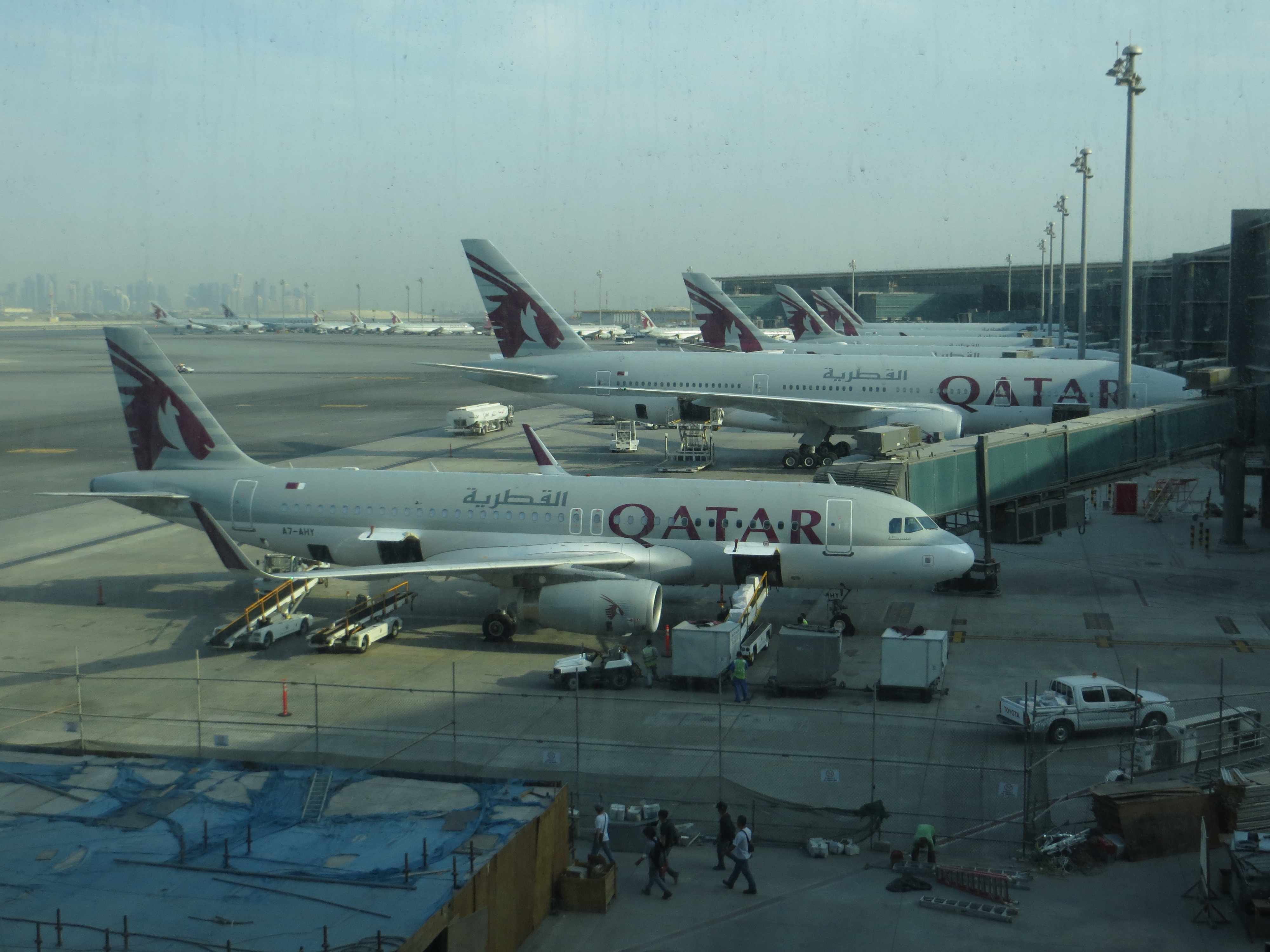
在哈馬德國際機場停機坪的卡塔尔航空

由於多哈人口快速增長和住房需求逐漸增加，當地的房地產價格在2014年大幅上漲。在卡塔尔贏得2022年國際足協世界盃的主辦權後，當地的房地產價格進一步飆升。卡塔尔房地產公司Al Asmakh在2014年發布的一份報告顯示，多哈的房地產價格在2008年達到頂峰後大幅上漲。2014年第一季度的價格比2013年底上漲了5%至10%。數據庫Numbeo於2015年進行的一項研究將多哈列為全球第10大生活成本最高的城市。這種增長率導致了城市內外規劃社區的發展。儘管自2014年以來，伴隨著油價下跌以及與卡塔尔鄰國的外交危機減緩了該市人口的增長，但政府支出增加以維持多哈大都市房地產的成長。
2006年至2012年間，多哈向從事當地工作的外籍勞工匯款600億美元，其中600億美元的工人匯款中，有54%流向亞洲國家，其次是阿拉伯國家，佔該數量的近一半 (28%)。印度是匯款的首選目的地，其次是菲律賓，次是美國、埃及和鄰國阿聯酋。2014年的匯款總額為112億美元，佔卡塔尔國內生產總值的5.3%。

## 人口特征

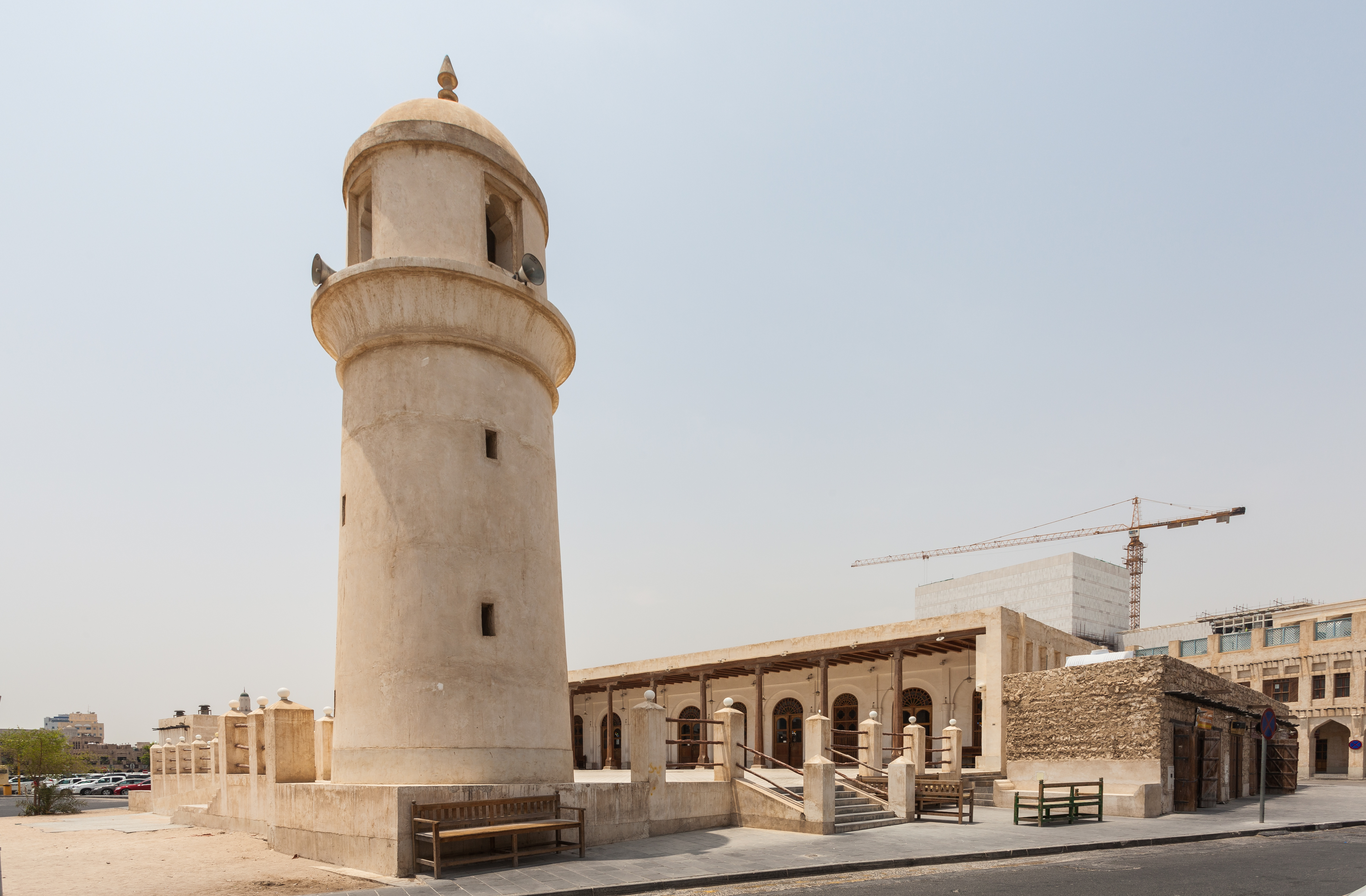
瓦其夫傳統市場

多哈是个典型的移民城市，在城市定居的大多数都是侨民。他们中一部分主要来自东南亚和南亚的印度，巴基斯坦，斯里兰卡、尼泊尔、菲律宾、孟加拉和印度尼西亚。另外还有大量来自黎凡特的阿拉伯国家、北非和东亚。多哈也同时也是很多国家移民所青睐的城市。在过去，卡塔尔的公民不被允许拥有自己的土地。然而非卡塔尔的公民却可以一定区域买卖土地。而且当他们在卡塔尔有土地所有权时，便可允许他们在卡塔尔工作和居住。
每个月，都有数千名外来移民涌入卡塔尔。由于此，卡塔尔见证了城市人口的快速膨胀。也因此，卡塔尔的房地产市场发现供应的短缺导致房价上涨，也增加了物价上升。然而房地产市场供求之间的差距却渐渐缩小。

## 交通
為了支持近年來龐大的人口運輸及城市擴大的需求，卡塔尔政府則投入巨資升級多哈和卡塔尔等地區的基礎設施。自2004年以來，多哈一直在對其交通網絡進行大規模擴張，包括增加新的高速公路、2014年的新機場、2016年的新海港以及2019年投入營運的85公里地鐵系統。

### 道路

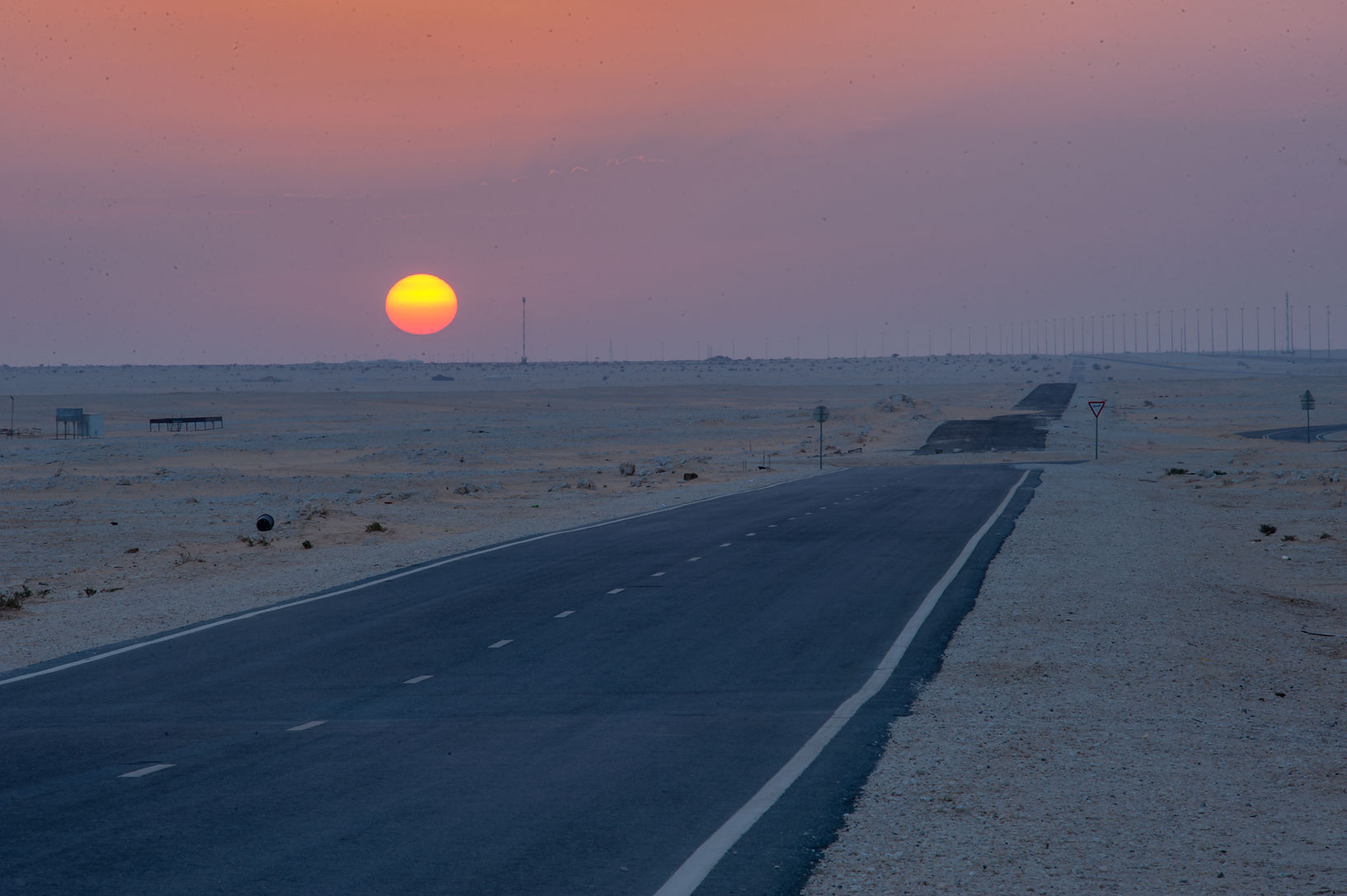
杜汗高速公路連接該國西海岸的杜汗市和多哈

多哈的高速公路項目主要是由ASHGHAL或公共工程局負責，共建立多個高速公路，包括：工業區公路、多哈高速公路、都漢中央公路、北路、希哈尼亞報·拉圖利亞·麗茲米利亞公路、F環路和 薩爾瓦路二期公路等。在城市區域的工程包括對於道路的拓寬、地下通道、立交橋、雨水排放系統、污水網絡、系統網絡和照明設施等設施，以改善道路交通的安全。
2015年，公共工程局宣布了计划建造一条将沃克拉和梅赛伊德直接连接到多哈的道路，以减少该城市的交通拥堵，它计划于2018年完成。多哈通过杜汉公路与该国西部的城市杜汗相连，公共工程局于2017年实施了杜汉高速公路中央项目，以改善道路网络。

### 鐵路
多哈地鐵的三分之一目前已全面投入營運。共由四條線組成：紅線、金線、藍線和綠線。全長約300公里，最初共設有100个车站。藍線的二期工程預計將於2025年完工。姆谢雷布站是所有地鐵線路的換乘站。多哈地鐵也是大卡塔尔鐵路網絡的一個重要部分，並與盧塞爾輕軌與客貨運的國鐵並行。

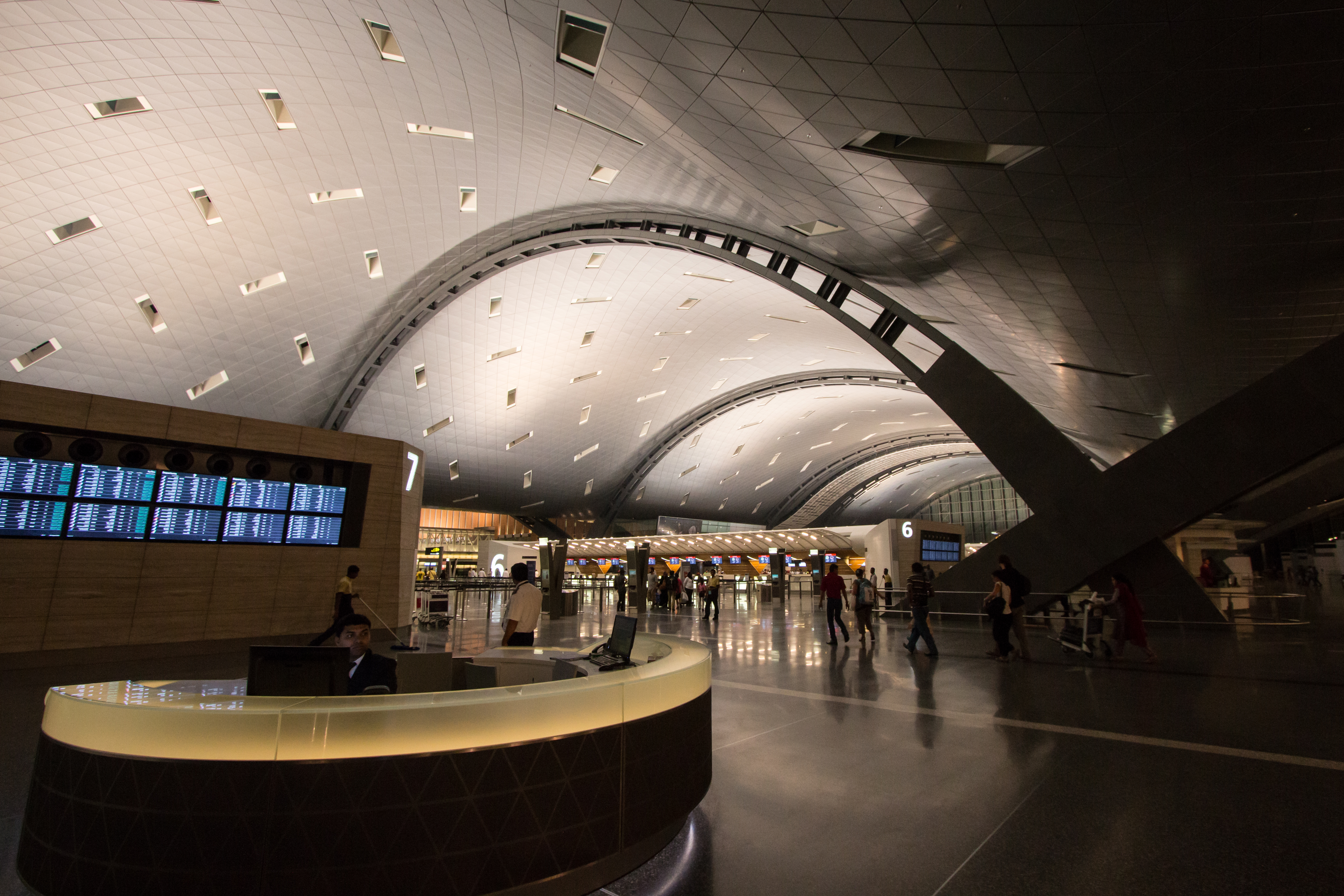
哈馬德國際機場

紅線、綠線和金線以放射線形式在多哈市中心姆什爾布形成交匯，而藍線則以半環線行走。

### 機場
多哈的機場系統目前是由哈馬德國際機場提供服務，該機場是卡塔尔的國際門戶。於2014年開放以取代多哈國際機場。哈馬德國際機場以卡塔尔前任埃米爾哈迈德·本·哈利法·阿勒萨尼的名字命名。
2021年，哈馬德國際機場在世界機場大獎中成為第一個獲得世界最佳機場獎的中東機場，結束了新加坡樟宜机场長達7年的霸主地位。

## 文化
多哈於2010年被選為阿拉伯文化之都。由文化部組織的文化週曾以阿拉伯和非阿拉伯文化為特色，於2010年4月至6月在多哈舉行活動，以慶祝該城市入選文化之都。

### 藝術
杜哈伊斯蘭藝術博物館於2008年開放，被認為是卡達最具國際性的代表博物館之一。博物館建在靠近傳統單桅帆船港的人工半島上，該博物館與阿拉伯現代藝術博物館屬於卡塔尔博物館管理局(QMA)所管理。
2019年，卡塔尔國家博物館的新館舍落成，並在同年3月28日向公眾開放。

### 電影院
多哈電影學院（DFI）是一個成立於 2010 年的組織，旨在監督卡塔尔的電影，計劃打造可持續發展的電影產業。多哈曾與美國翠貝卡電影節合作，在2009年到2012年在多哈舉辦多哈翠貝卡電影節活動。

### 媒體
卡塔尔的第一家廣播電台Mosque Radio於1960年代從多哈開始廣播。跨國媒體集團半島媒體集團的總部也設在多哈，其頻道種類繁多，其中設有半島電視台阿拉伯語、半島電視台英語、半島電視台紀錄片頻道和其他業務等。Al-Kass體育頻道的總部也位於多哈。

### 劇院
劇院於20世紀中葉傳入卡塔尔。目前城市的文藝演出多數在卡塔尔國家劇院和多哈的卡塔尔國家會議中心舉行。

### 圖書館
儘管隨著新興技術和網路產生了變化，但卡塔尔的圖書館仍然是其為公眾使用而保存和維護的重要公共設施。卡達國家圖書館 (QNL) 是一個現代化的設施，為城市居民提供了超過一百萬本書的訪問權限。

## 教育
該市是卡塔爾大學和巴黎高等商學院的校園所在地。

## 友好城市
- 巴西 巴西利亞
- 英国 埃文河畔斯特拉特福
- 阿尔及利亚 阿尔及尔
- 约旦 安曼
- 中华人民共和国 北京
- 博萨索
- 美国 休斯顿
- 巴林 麦纳麦
- 西班牙 马贝拉
- 模里西斯 路易港
- 阿尔巴尼亚 地拉那[50]
- 突尼西亞 突尼斯城

## 圖片
單擊縮略圖放大。

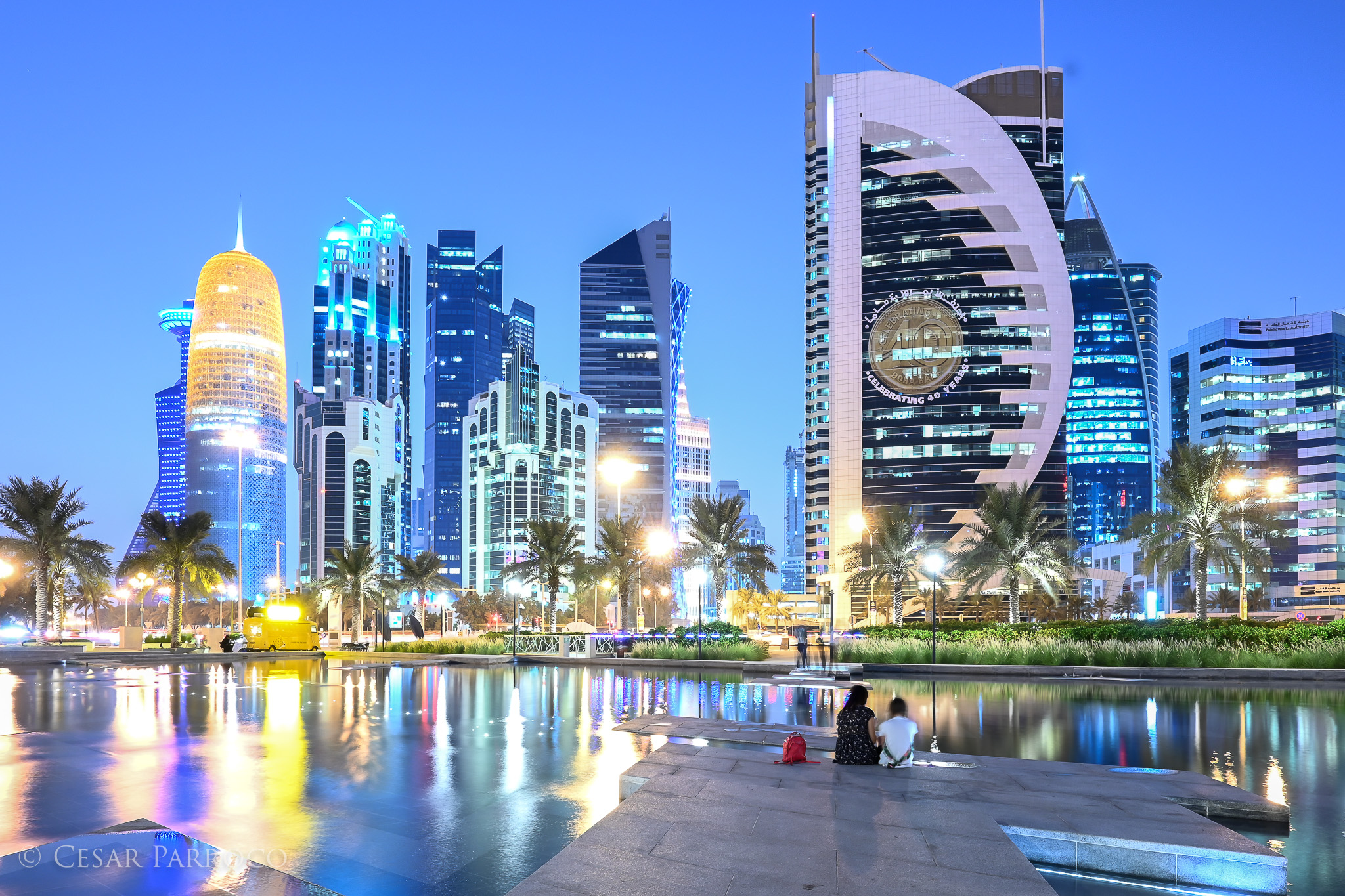
從喜來登公園看多哈西灣的天際線。
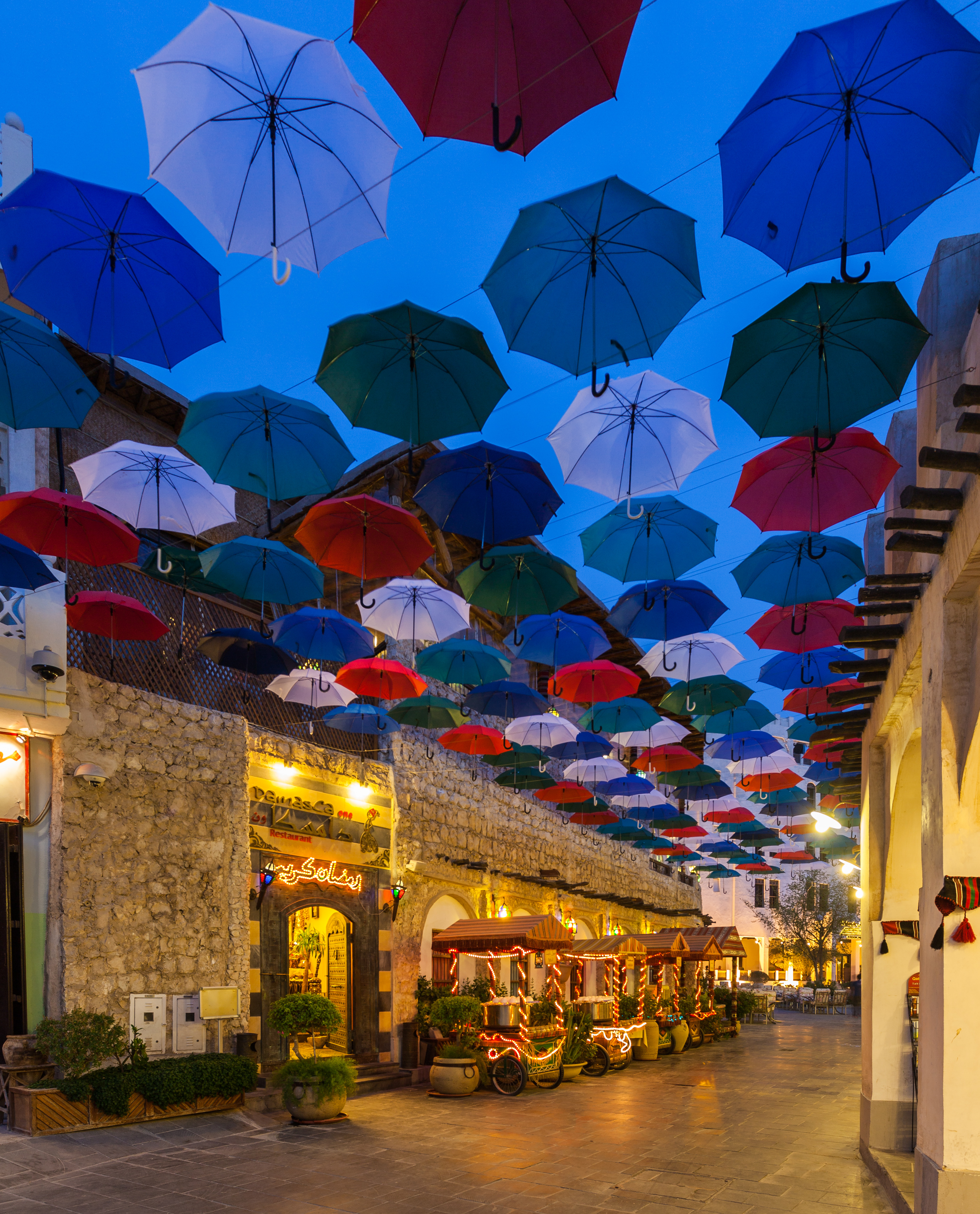
瓦其夫傳統市場
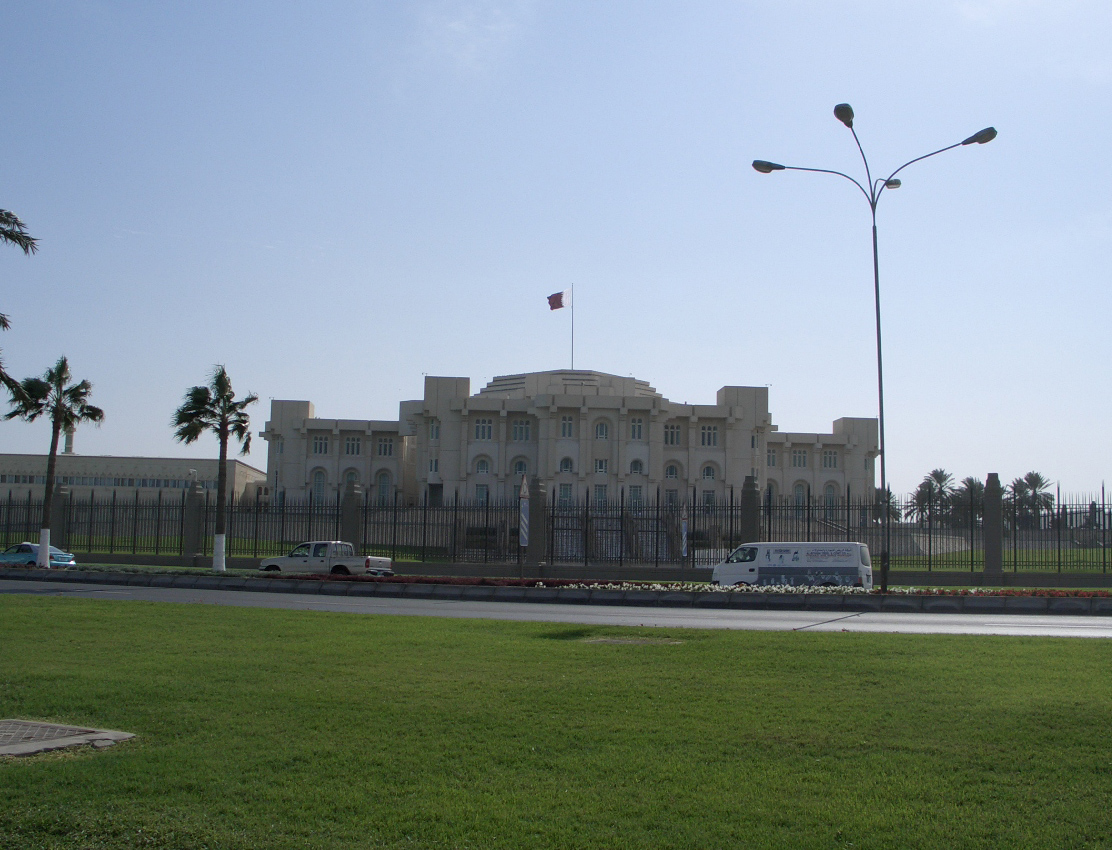
阿米里·迪萬宮，卡達埃米爾的官方辦公室
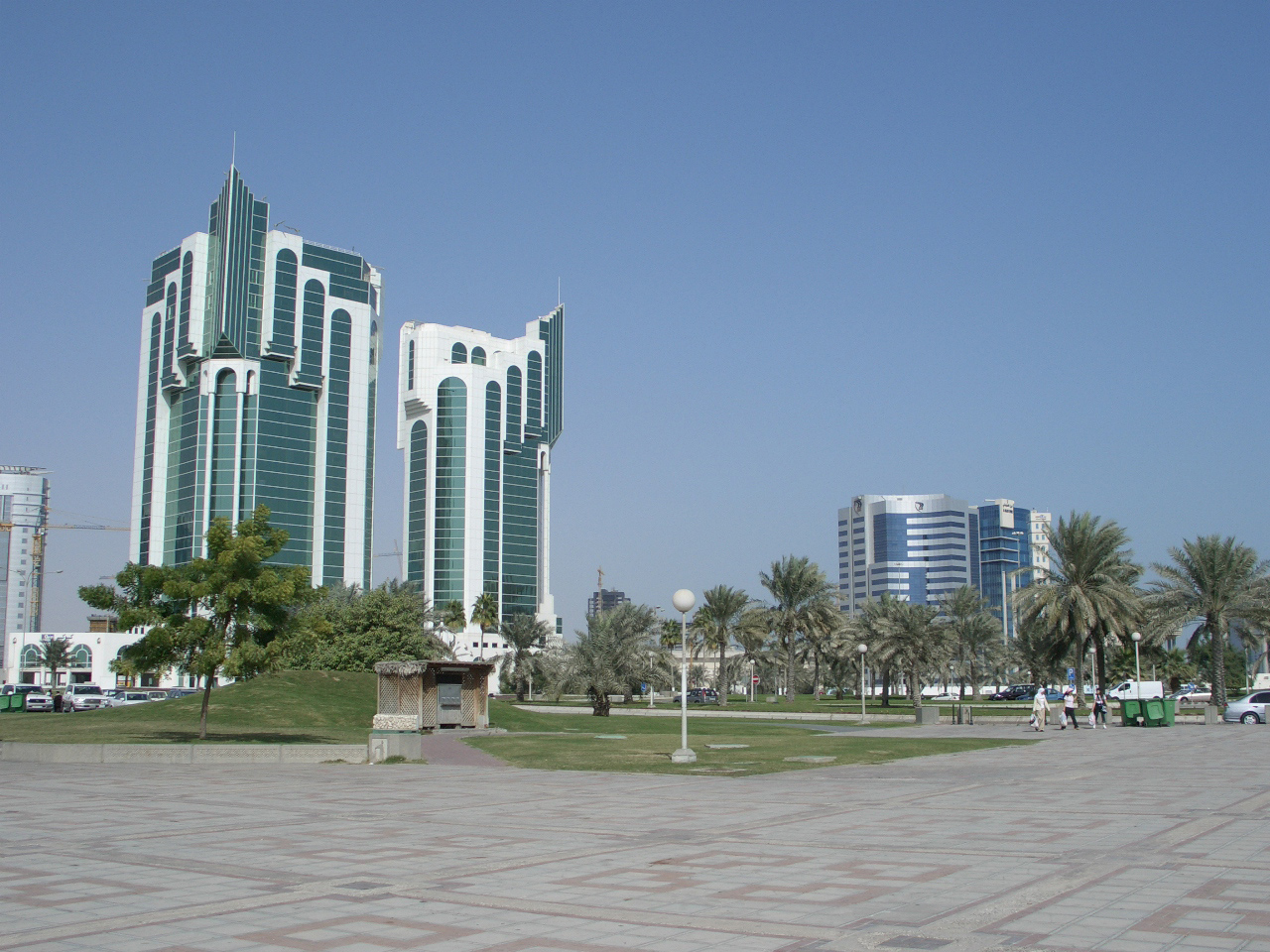
雙子塔，多哈最早的塔樓之一，是該國后现代主义建筑的典範作品。
美夏爾學習中心，作為學習中心，該機構專注於多哈的歷史和發展。
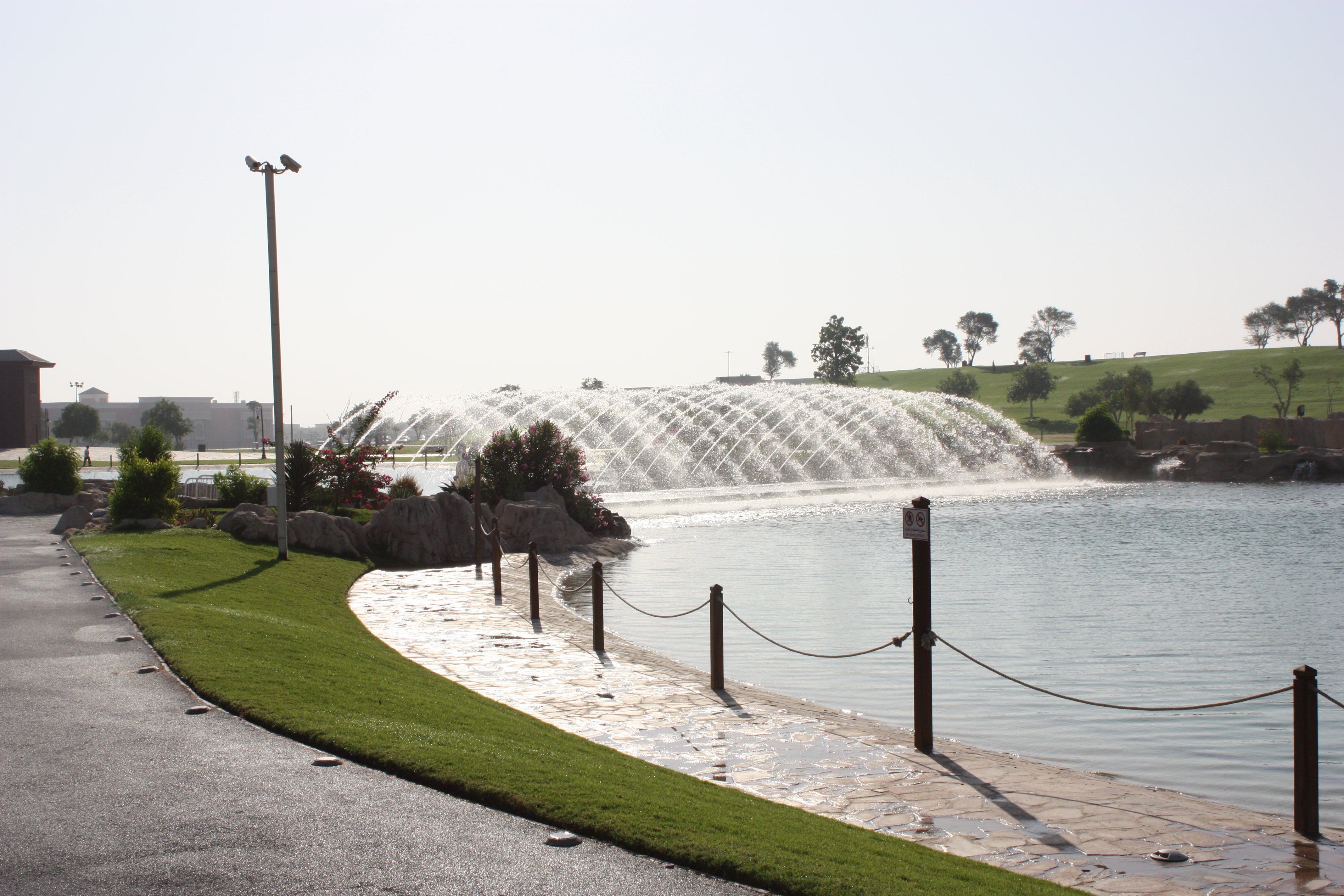
嚮往公園
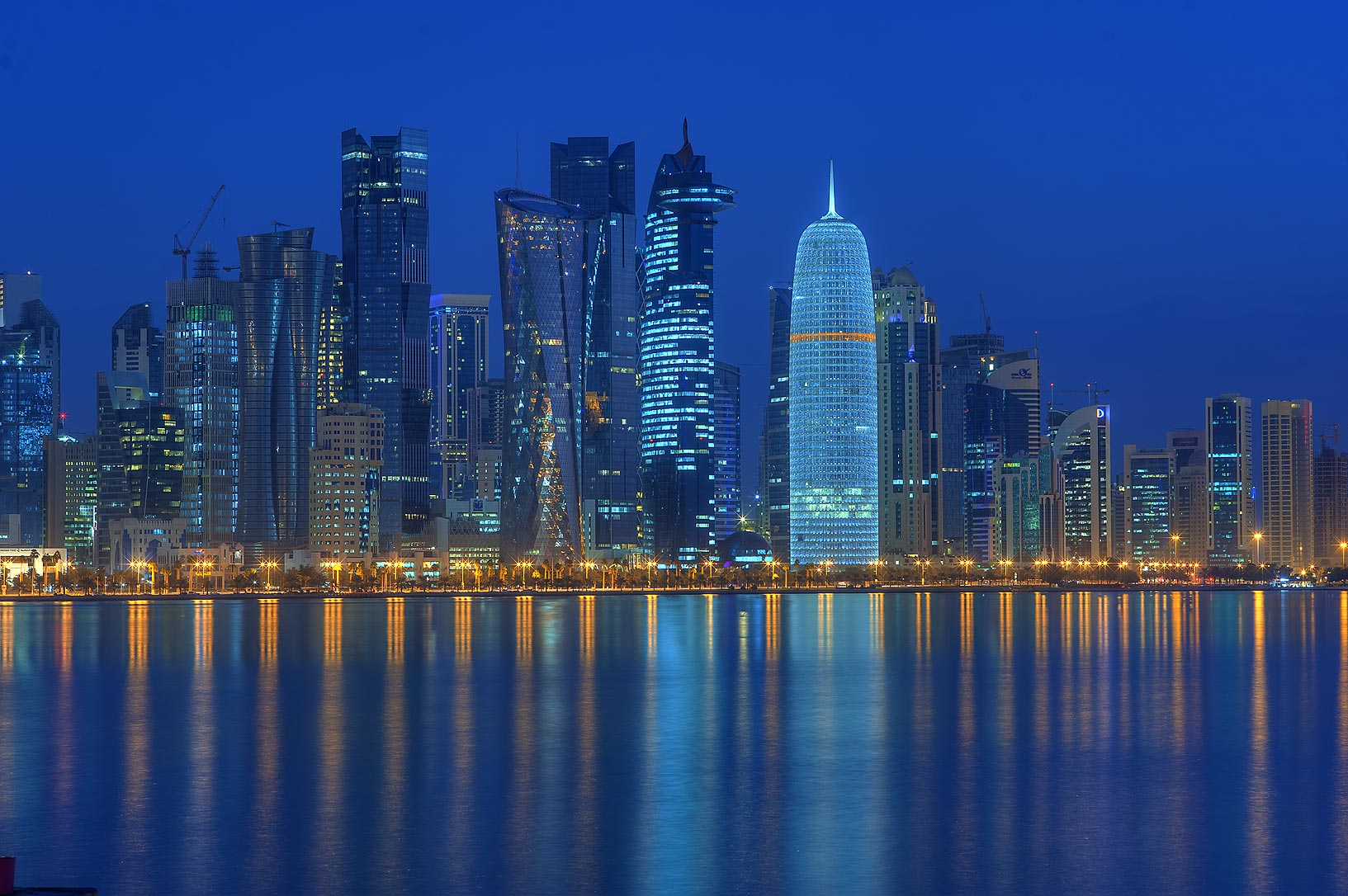
多哈夜景
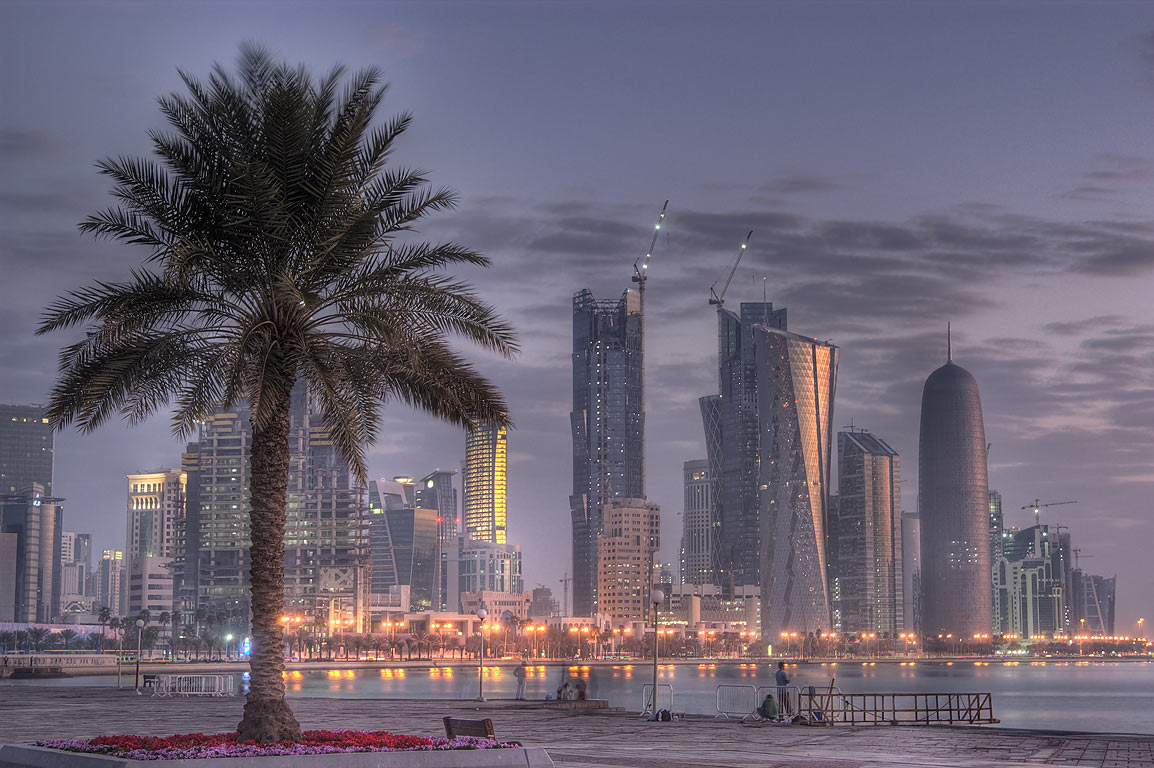
多哈濱海路是連接西灣新區與另一端的老區的7公里海濱地區。
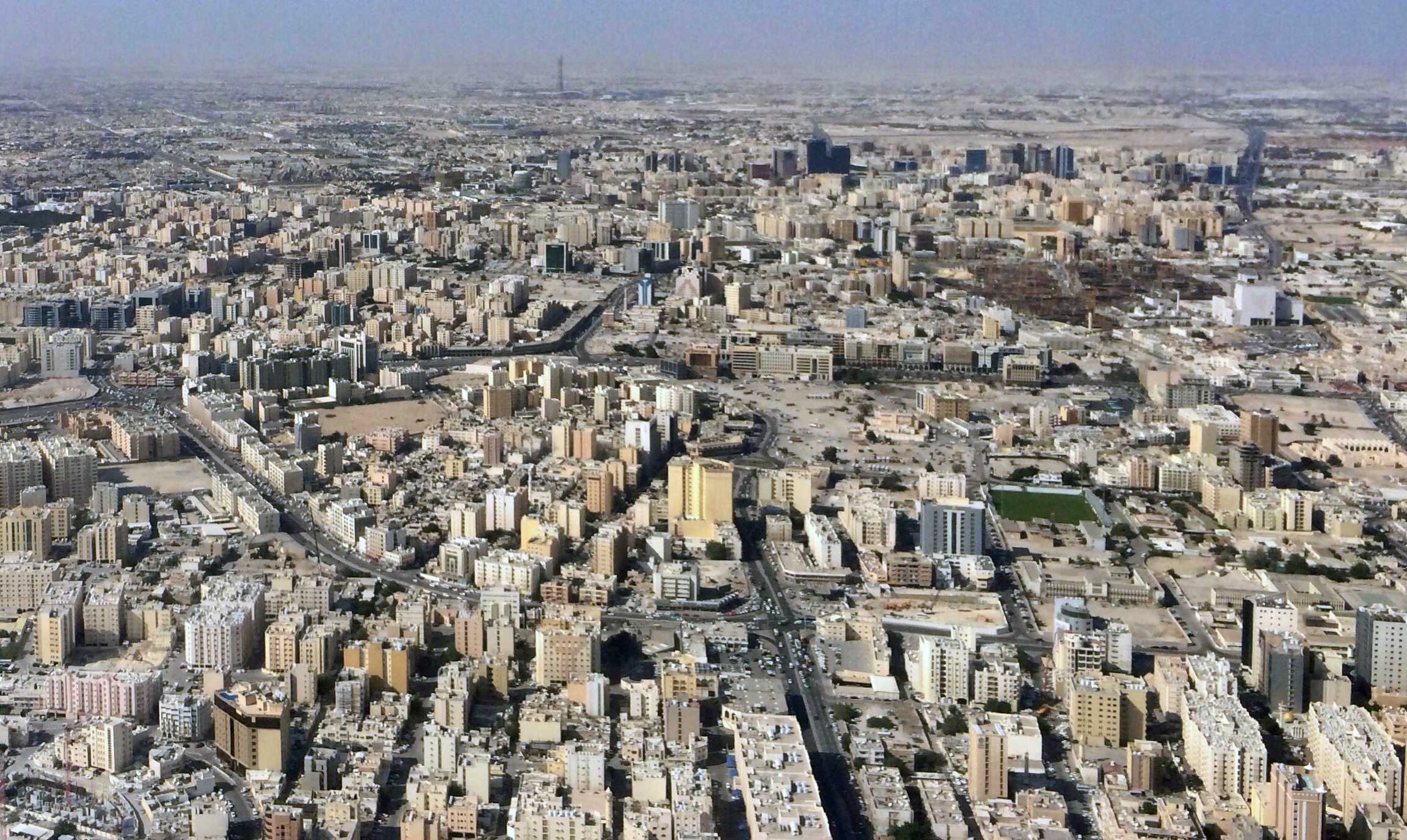
鳥瞰城市
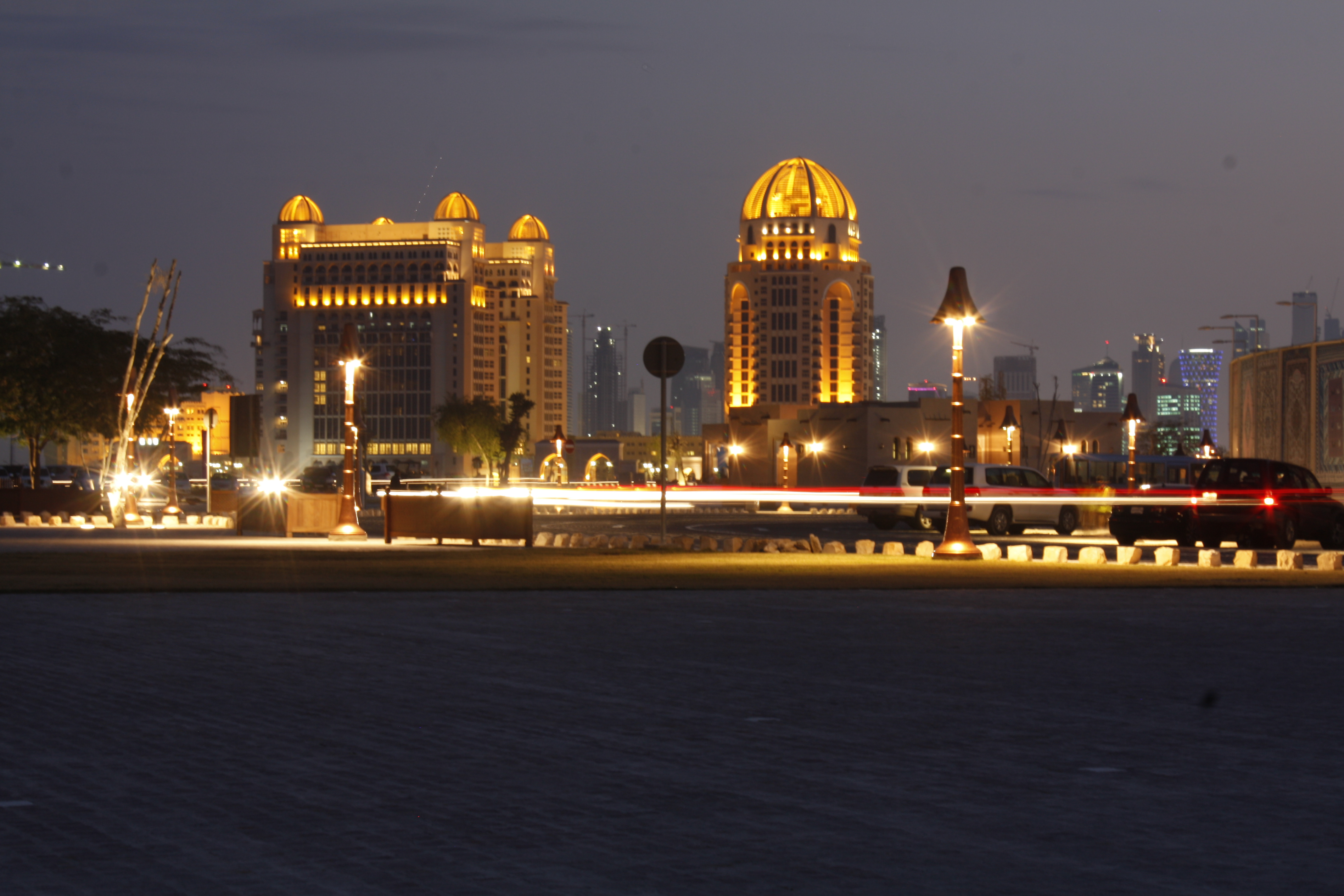
卡塔拉文化村
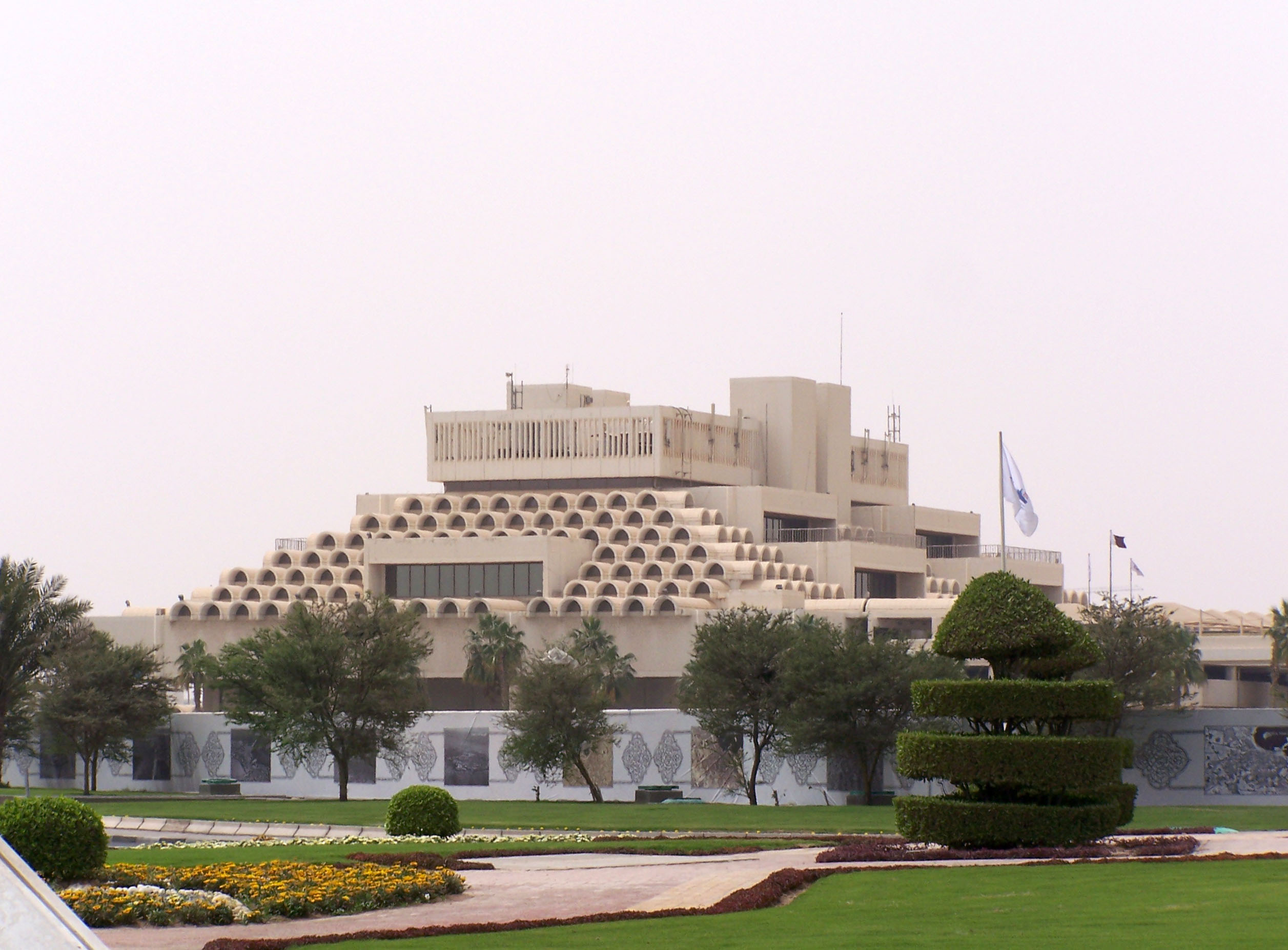
卡塔尔郵局大樓
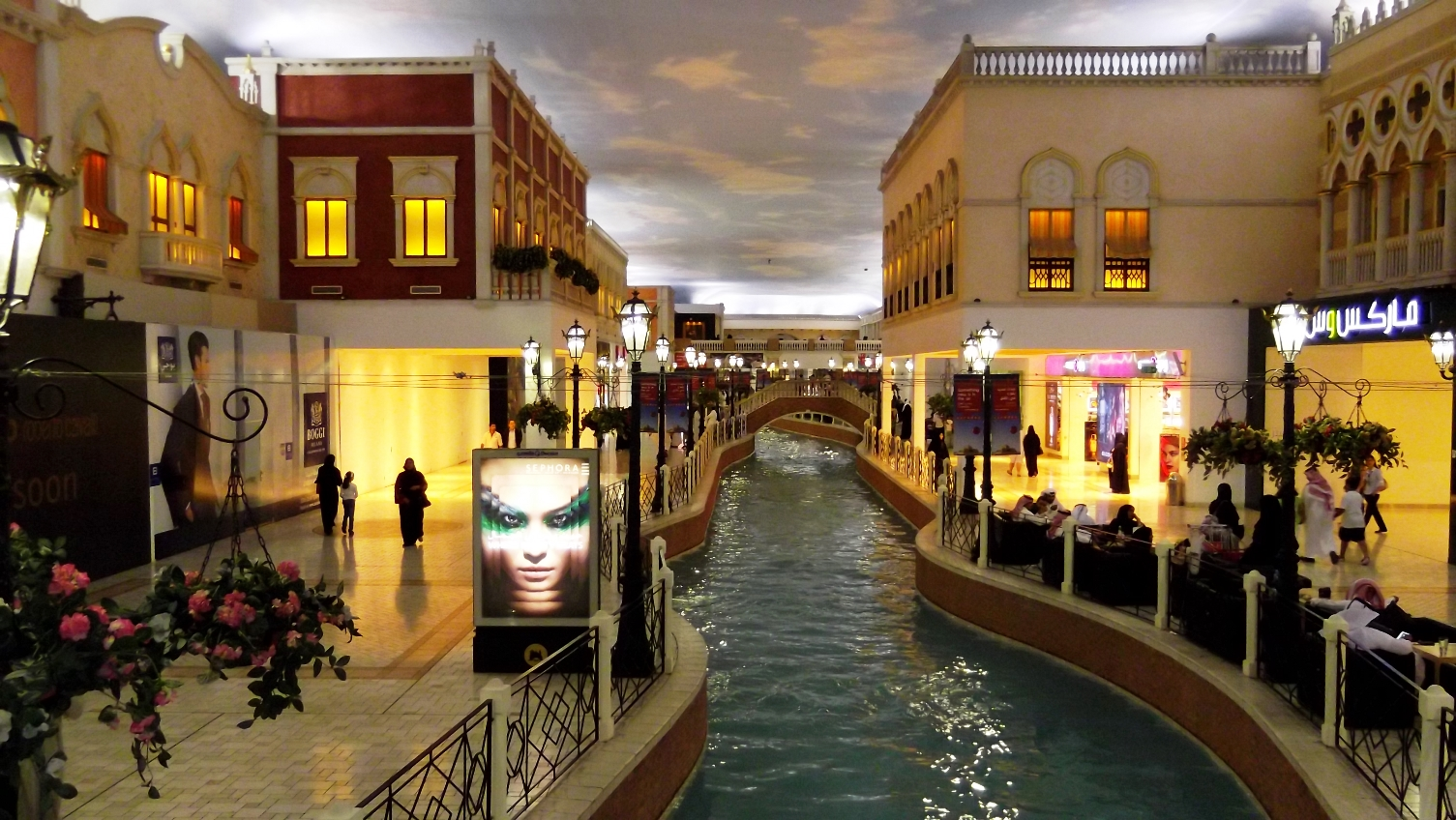
維拉焦購物中心
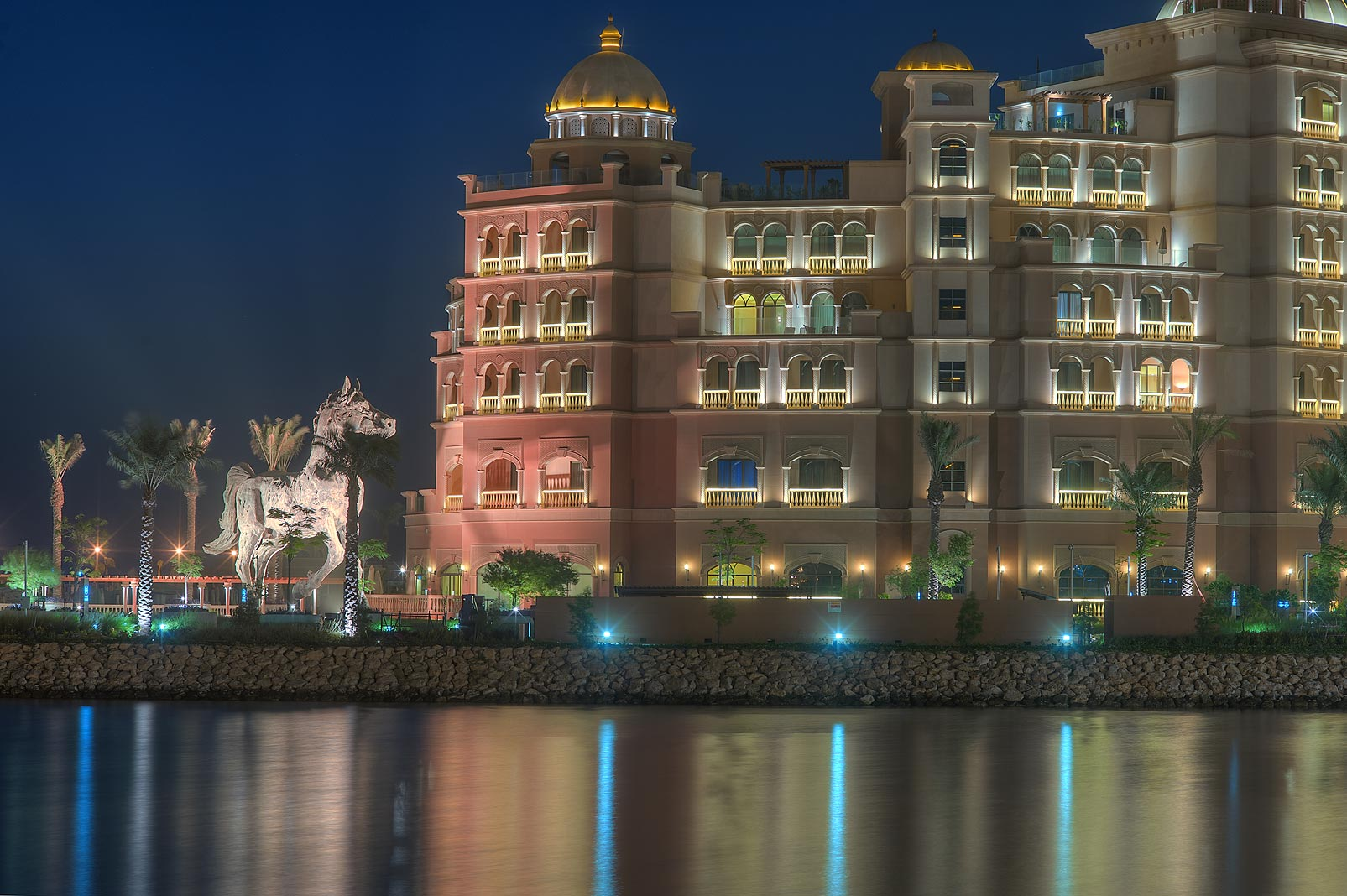
多哈的馬爾薩馬拉茲凱賓斯基酒店

## 外部連結
- Projects in Doha and Major Construction and Architectural Developments
- Information and History of Doha